# (1935) Lucerna
(1935) Lucerna ist ein Asteroid des Hauptgürtels, der am 2. September 1973 vom Schweizer Astronomen Paul Wild, vom Observatorium Zimmerwald der Universität Bern aus, entdeckt wurde.
Der Asteroid ist nach der Schweizer Stadt Luzern und dem gleichnamigen Kanton Luzern benannt.